# Cryptocarya phyllostemon
Cryptocarya phyllostemon är en lagerväxtart som beskrevs av André Joseph Guillaume Henri Kostermans. Cryptocarya phyllostemon ingår i släktet Cryptocarya och familjen lagerväxter. Inga underarter finns listade i Catalogue of Life.